# Pimpin (пісня)
«Pimpin» — дев'ята пісня з дебютного студійного альбому американського репера Тоні Єйо, Thoughts of a Predicate Felon. Вона має бадьорий, запальний продакшн з елементами цифрової гітари. Більшість оглядачів неоднозначно оцінили пісню. Хоча його не видали синглом, трек потрапив у ротацію на сучасні урбан-радіостанції США.

## Зміст
Зведення: Стів Бомен на Right Track Studios, що у Нью-Йорці. Мастеринг: Браян «Big Bass» Ґарднер. Трек складається з трьох приспівів, розділених двома куплетами, все у виконанні Єйо. У композиції він висловлює бажання мати можливість легально бути сутенером, забезпечуючи жінкам розкішний спосіб життя й те, як інші чоловіки прагнуть задоволення. Деякі музичні критики назвали пісню менш похмурою та напруженою, ніж безліч інших треків з Thoughts of a Predicate Felon (зокрема «Homicide», «Drama Setter» і «Live by the Gun»), де відображено теми вбивства, в'язниці та наркотиків.

## Відеокліп
Режисери подвійного кліпу «Curious/Pimpin»: продакшн-група Fat Cats. Через 3:08 відео «Curious» змінюється на «Pimpin». Останнє триває 1:36. У «Pimpin» дія відбувається на складі, Єйо виконує перший куплет і два приспіви. У «Curious/Pimpin» знялися виконавці з ростеру G-Unit Records. Друга частина містить рекламу напою Vitamin Water.

## Чартові позиції
Трек дебютував на 11-ій сходинці Bubbling Under R&B/Hip-Hop Singles у тиждень 6 серпня 2005, пізніше піднявся на 1-шу. Загалом у чарті провів 7 тижнів. Він також дебютував на 66-му місці Hot R&B/Hip-Hop Songs у тиждень 1 жовтня 2005 й провів 3 тижні.
Композиція стала другою найуспішнішою піснею з Thoughts of a Predicate Felon, поступаючись лише першому синглу, «So Seductive», який посів 7-ме місце відповідного чарту й 48-ме Billboard Hot 100.
| Чарт (2005)                             | Найвища позиція |
| --------------------------------------- | --------------- |
| США (Hot R&B/Hip-Hop Songs) (Billboard) | 66              |